# Berreman-Effekt
Der Berreman-Effekt  ist ein physikalischer Effekt im Bereich der Spektroskopie von Molekülschwingungen, z. B. Infrarotspektroskopie und -ellipsometrie. Er tritt bei nahezu allen (parallel polarisierten) infrarotspektroskopischen Messungen an dünnen Schichten mit polaren Kristallgittermoden oder Resonanzen freier Ladungsträger auf.
Erstmals beobachtet und beschrieben wurde der Effekt 1963 von Dwight W. Berreman bei spektroskopischen Untersuchungen einer  auf einem Metall abgeschiedenen Lithiumfluorid-Schicht.

## Beschreibung
Fallen linear polarisierte elektromagnetische Wellen unter einem schrägen Winkel auf eine dünne Schicht aus einem Material mit mindestens einem starken Oszillator (u. a. dielektrische Schichten, wie Lithiumfluorid oder Siliziumdioxid) auf einem stark reflektierenden Substrat, beobachtet man im Reflexionsspektrum eine ausgeprägte Absorption (eigentlich ein Reflexionsminimum bzw. Reflexionsverlustmaximums) nahe der Oszillatorfrequenz. Die Wellenzahl dieses bandenförmigen Signals befindet sich nahe der Wellenzahl an der die dielektrische Funktion der Schicht Null ({\displaystyle \epsilon '=0}) bzw. Brechungsindex gleich dem Extinktionskoeffizienten ({\displaystyle n=k<1}) ist.
In der Literatur werden diese Signale unterschiedlich interpretiert. Oft wird sie der longitudinal optischen Schwingungsmode (LO-Mode) von Phononen zugeordnet, die bei diesen Bedingungen auftritt und mithilfe der Elektronenspektroskopie beobachtet werden kann.
Auch Berreman beschrieb den Effekt ursprünglich als resonante Absorption der longitudinal optischen Schwingungsmode von Phononen durch elektromagnetische Wellen mit einer Energie nahe dieser Schwingungsmode.
Diese Beobachtung/Erklärung entspricht bis heute nicht der üblichen Lehrbuchmeinung, bei der eine transversale Welle – wie elektromagnetische Wellen es sind – nicht direkt longitudinale Phononenschwingungen in einem Material anregen kann.
Nach Arnulf Röseler et al. handelt es sich um einen reinen interferenz-optischen Effekt, verursacht durch eine gedämpfte Wellenleitung. Die Wellenleitung vergrößert die effektive Länge der Strahlungs-Material-Wechselwirkung gegenüber der Schichtdicke deutlich, was sogar dazu führen kann, dass sie deutlich stärker als die eigentliche Absorptionsbande (der transversaloptischen Mode, TO-Mode) erscheint. Dies wurde von Röseler et al. durch Untersuchungen der Dispersionsrelation von Oberflächenpolaritonen einer Schicht eines polaren Mediums auf einem halb-unendlichen Medium aus Metall gezeigt. Dabei zeigten sich mehrere Minima und Maxima der Reflexionsverluste in Abhängigkeit von der Schichtdicke. Hieraus wurde geschlossen, dass die Absorptionsverluste durch optische Interferenz zusammen mit einem Energietransport entlang der Grenzfläche verbunden sind. Wobei sowohl das Schichtmaterial als auch das Substrat zumindest einen geringen Extinktionskoeffizient aufweisen müssen, damit die Absorptionserhöhung beobachtbar ist.
Nach Harbecke et al. wird die kleinste Schichtdicke eines Reflexionsverlustmaximums als Berreman-Dicke bezeichnet. Sie liegt üblicherweise bei Schichtdicken von ca. 50–100 nm und berechnet sich:
{\displaystyle d_{\text{B}}={\frac {\lambda \cos \theta }{2\pi \sin ^{2}\theta }}{\frac {1}{\Im {\left({\frac {1}{\varepsilon }}\right)}}}}
Der Berreman-Effekt kann aber in der Regel bei Schichtdicken von bis zu 500 nm und darüber hinaus beobachtet werden. Die Intensität der Bande ist vom Einfallswinkel und dem Reflexionsvermögen der Schicht-Substrat-Grenzfläche abhängig. So vergrößert ein größeres Reflexionsvermögen die laterale Wirkungslänge und somit die Intensität der Absorptionsbande bzw. des Reflexionsminimums. Ein Metallsubstrat zeigt daher einen stärkeren Berreman-Effekt als ein Halbleiter, z. B. Silizium.
Die Gestalt und Position von durch den Berreman-Effekt verursachten Signalen können daher leicht als Absorption durch eine Molekülschwingung fehlinterpretiert werden und so zu falschen Annahmen zur Zusammensetzung der untersuchten Probe führen. Eine Bande nahe einer Reststrahlen-Bande sollte daher immer mit dem Verdacht auf diesen Effekt interpretiert werden und kann z. B. mit nummerischen Simulationen ausgeschlossen werden.